# Militärorden von Savoyen
Der Militärorden von Savoyen (italienisch Ordine militare di Savoia) wurde 1815 gestiftet und bis 1946 verliehen. Er war der Militärverdienstorden der vom Haus Savoyen regierten Staaten und damit ab 1861 die höchste militärische Auszeichnung des Königreichs Italien. Offizieller Nachfolger heute ist der Militärorden von Italien.

## Ordensstiftung

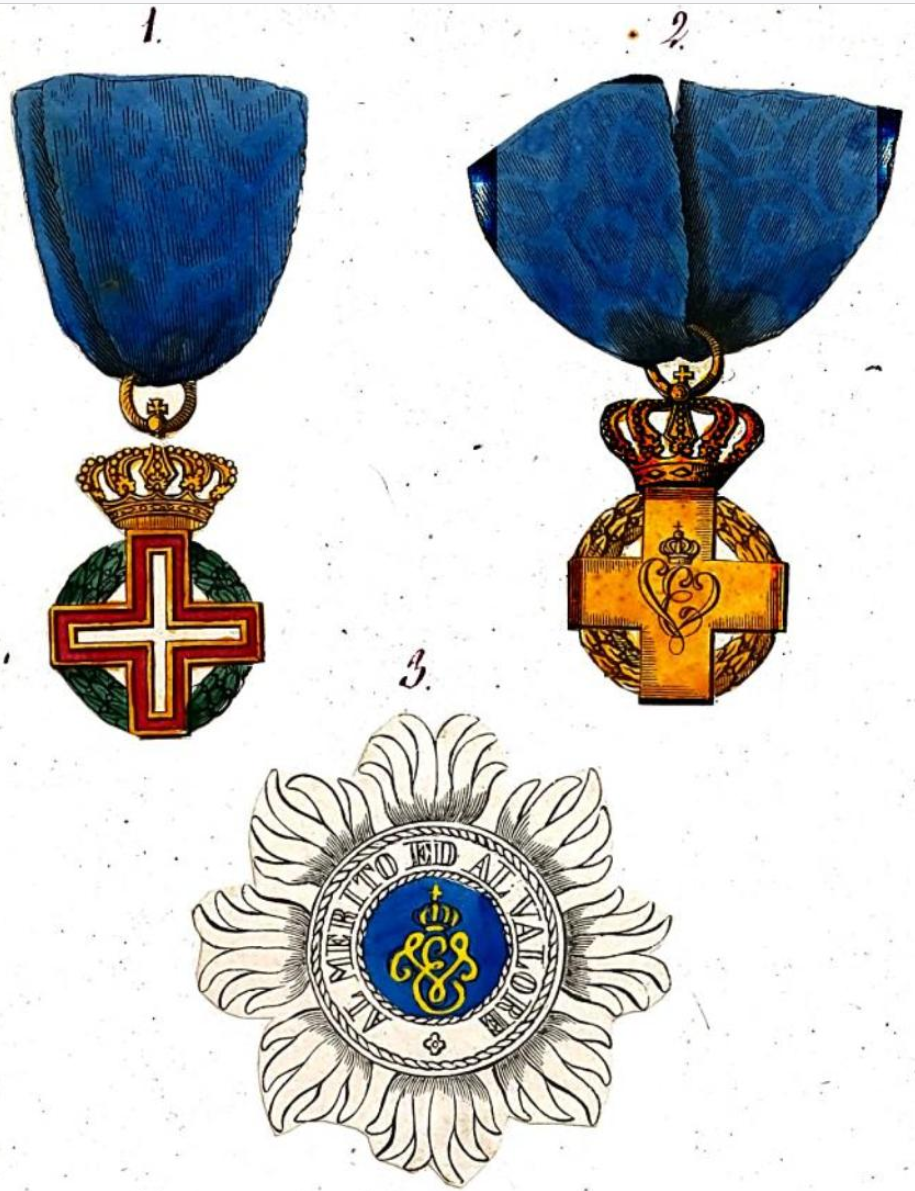
Ordenszeichen und Bruststern nach den ersten Ordensstatuten von 1815

Die Ursprünge des Ordens gehen zurück auf die am 21. Mai 1793 von König Viktor Amadeus III. von Sardinien gestiftete Tapferkeitsmedaille, die an Mannschaften und Unteroffiziere verliehen wurde. Generale und Offiziere wurden in den Orden der Heiligen Mauritius und Lazarus aufgenommen. Nachdem das Haus Savoyen seine kontinentalen Besitzungen in Norditalien (Piemont, Savoyen, das Aostatal und die Grafschaft Nizza) an Napoleon Bonaparte verloren hatte, wurde die Tapferkeitsmedaille nicht mehr verliehen. Gleichzeitig wurden zahlreiche italienische Soldaten in napoleonischen Diensten in die französische Ehrenlegion aufgenommen oder im napoleonischen Königreich Italien mit dessen Orden der Eisernen Krone ausgezeichnet. Nach dem Ende der napoleonischen Herrschaft stiftete König Viktor Emanuel I. am 14. August 1815 den Militärorden von Savoyen in vier Ordensklassen:
- Cavaliere di Gran-Croce
- Commendatore
- Cavaliere
- Milite

Das Großkreuz und das Kommandeurkreuz wurde nur Personen verliehen, die ein Regiment oder eine Flotte befehligten, das Ritterkreuz Kommandanten eines Bataillons oder einer Kompanie. In dieser Funktion musste eine militärische Handlung vollzogen worden sein, die Tapferkeit und Umsicht voraussetzen und über das übliche Maß militärischer Pflichterfüllung hinausgehen.
Das Kreuz der Militi (deutsch Soldaten, Kämpfer) wurde für individuelle Taten der Tapferkeit und auch an einfache Soldaten verliehen. Es war eine Besonderheit unter den damaligen Militärverdienstorden, die keine Stufe unterhalb des Ritterkreuzes kannten und in der Regel ausschließlich an Offiziere verliehen wurden.
Um den Orden zu erhalten, musste der jeweilige Soldat oder sein Vorgesetzter ein Gesuch an das Kriegssekretariat senden, der es an einen achtköpfigen Ordensrat weiterleitete. Dieser wurde für jeden Ordenskandidaten per Los aus je zwei in Turin anwesenden Mitgliedern einer jeden Ordensklasse zusammengesetzt, wobei Verwandte, Untergebene und Vorgesetzte ausgeschlossen waren. Der Ordensrat prüfte das Gesuch und sandte Abschriften an den jeweiligen Kommandeur und mindestens zwölf Augenzeugen, wobei ein Offizier als zwei zählte und Untergebene des Ordenskandidaten nur in Ausnahmefällen befragt wurden. Die Zeugen waren verpflichtet, die Abschriften zu kommentieren und an den Ordensrat zurückzusenden, der mit absoluter Mehrheit und schriftlichen Stellungnahmen über die Aufnahme entschied. Hatte der König die Entscheidung bestätigt, wurde die Ordensdekoration von einem Ordensträger an den Standort des Kandidaten gebracht und dort nach erfolgtem Treueschwur auf den König mit folgenden Worten überreicht: 

“In nome, e per ordine di Sua Maiestà vi ricevo nel numero dei Cavalieri di Gran-Croce / Commendatori / Cavalieri / Militi del Reale Ordine Militare di Savoia, e ve ne conferisco la divisa, portatela in nome di Dio pel servizio di Sua Maiestà, per la gloria dell‘Ordine, e per la difesa della Corona, e della Patria.”

„Im Namen und auf Befehl Seiner Majestät nehme ich Euch in die Zahl der [Name der Ordensklasse] des Königlichen Militärordens von Savoyen auf und übergebe Euch das Ordenszeichen; tragt es im Namen Gottes, im Dienst seiner Majestät, zur Ehre des Ordens und zur Verteidigung der Krone und der Heimat.“

Die ins sardinisch-piemontesische Heer zurückkehrenden Soldaten durften ihre napoleonischen Auszeichnungen nicht mehr tragen, wenn sie jedoch für Tapferkeit verliehen wurden, in die entsprechende Klasse des neuen Militärorden umtauschen. So tauschte der spätere Senator Alberto La Marmora das Ritterkreuz der Ehrenlegion, das er von Napoleon persönlich erhalten hatte, gegen das Milite-Kreuz des Militärordens von Savoyen.

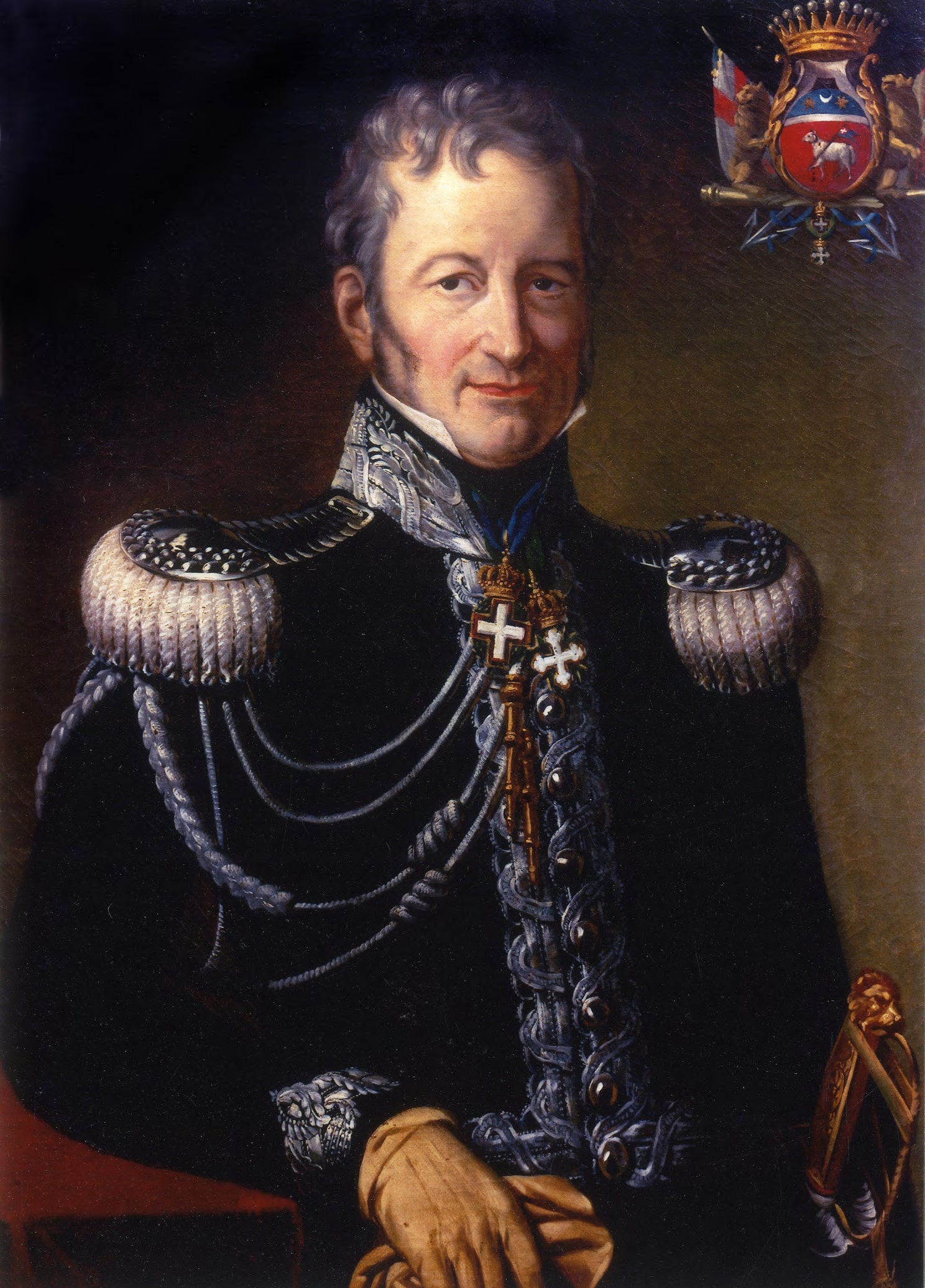
Giorgio Des Geneys mit dem Komturkreuz des Militärordens von Savoyen und dem Großkreuz des Ordens der Heiligen Mauritius und Lazarus am Hals und als Prachtstück am Wappen

Den Orden erhielten auch die Ritter des Mauritius- und Lazarus-Ordens, die für militärische Verdienste aufgenommen worden waren, durften aber die Dekoration beider Orden tragen, ebenso erhielten die bisherigen Inhaber der goldenen und silbernen Tapferkeitsmedaille das Ritter- bzw. Milite-Kreuz.
Der Orden durfte in das persönliche Wappen aufgenommen werden, wobei die beiden höheren Klassen das Ordensband um den Wappenschild legten (Großkreuzritter mit den Initialen V E am Band) und die unteren Klassen das Ordenszeichen unten am Schild befestigten. 
Nachdem er die genannten Ersatzfunktion weitgehend erfüllt hatte, wurde er aufgrund der hohen Anforderungen nicht weiter verliehen. 1833 erneuerte Karl Albert von Sardinien daher die Tapferkeitsmedaille als Kriegsauszeichnung.

## Erneuerung 1855

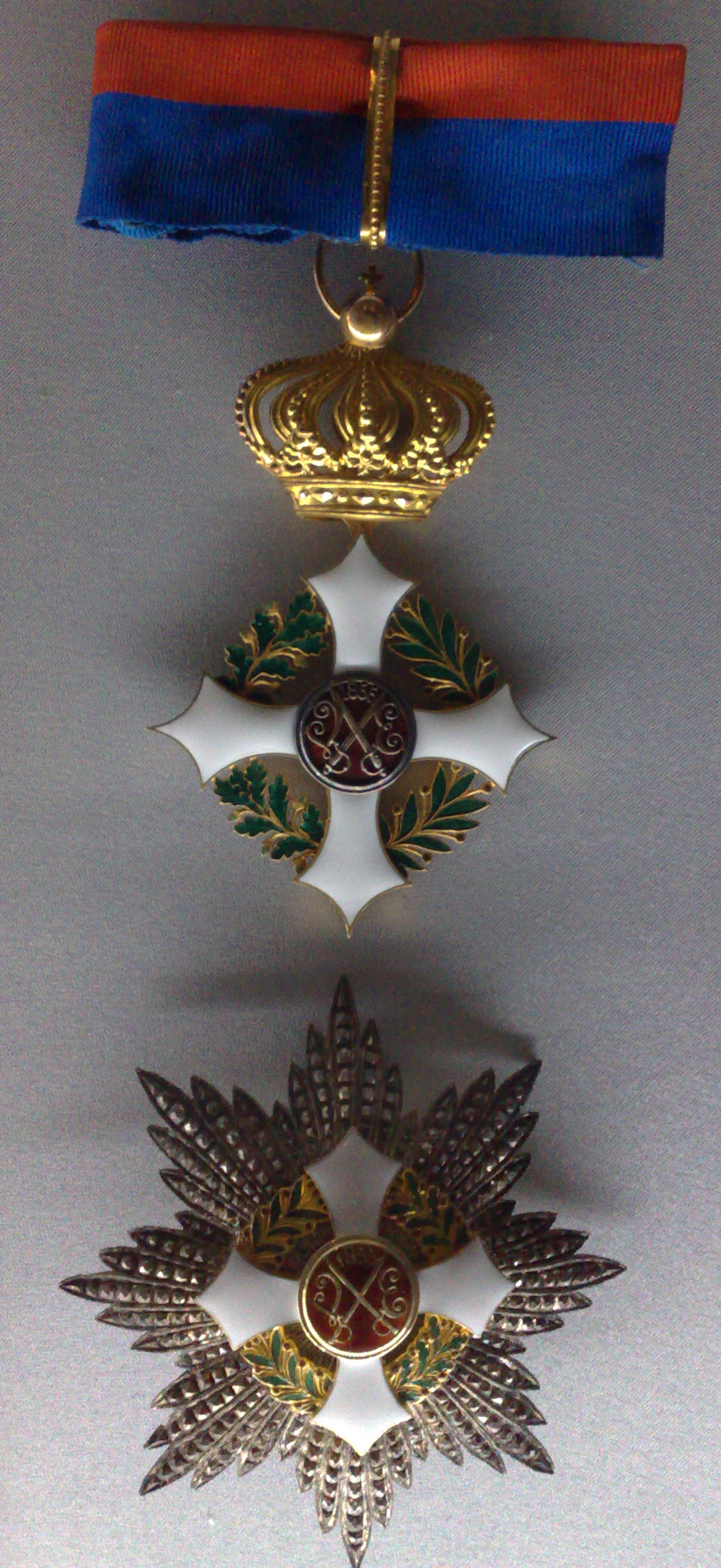
Ordenskreuz und Bruststern der Großoffiziere des Militärordens von Savoyen 1855–1947

Der Militärorden von Savoyen geriet insbesondere gegenüber dem höherrangigen Orden der Heiligen Mauritius und Lazarus weiter in den Hintergrund, bis er anlässlich des Krimkriegs von Viktor Emanuel II. am 28. September 1855 erneuert wurde. Der Orden hatte nun fünf Klassen, deren Bezeichnung 1857 denen des Mauritius- und Lazarus-Ordens und der Ehrenlegion angeglichen wurden:
- Großkreuzritter (Cavaliere di Gran-Croce)
- Großoffizier (GrandʼUfficiale, bis 1857 Komtur I. Klasse, Commendatore di I Classe)
- Komtur (Commendatore, bis 1857 Komtur II. Klasse, Commendatore di II Classe)
- Offizier (Ufficiale)
- Ritter (Milite o Cavaliere)

Das Großkreuz konnte nur Korpskommandanten, das Großoffizierskreuz Kommandanten einer Division oder einer Brigade, das Komturkreuz denen eines Regiments und das Offizierskreuz denen eines Bataillons verliehen werden. Das Ritterkreuz konnte jedem Offizier für Tapferkeit und wertvolle Taten verleihen werden, sowie für ausgezeichnete Soldaten, die bereits zwei Tapferkeitsmedaillen erhalten hatten.
Mit dem erneuerten Orden konnten auch ausländische Soldaten ausgezeichnet werden. Eine weitere Neuordnung erfolgte im Dezember 1861 nach der Einigung Italiens unter dem Haus Savoyen, wobei italienischen Ordensträgern je nach Zeitdauer der Mitgliedschaft eine lebenslange Pension zuerkannt wurde:
- 2000 Lire für die zehn ältesten Großkreuze
- 1500 Lire für die 20 ältesten Großoffiziere
- 800 Lire für die 40 ältesten Komture
- 400 Lire für die 100 ältesten Offiziere
- 250 Lire für die 500 ältesten Ritter

Nach Ausrufung der Republik (Juni 1946) wurde der Orden nicht mehr verliehen, durfte aber weiterhin getragen werden. Da es sich um keinen Hausorden der Savoyer handelte, sondern um eine staatliche Kriegsverdienstauszeichnung, wurde der Orden von der Republik am 2. Januar 1947 erneuert und in Militärorden von Italien umbenannt.

## Ordensdekoration
Das Ordenszeichen von 1815 war ein goldenes, mit einer goldenen Krone gekröntes griechisches Kreuz, dessen Avers in der Mitte weiß und am Rand rot emailliert war. Zwischen den Kreuzarmen befand sich ein grün emaillierter Lorbeerkranz. Das Revers war ohne Email und zeigte die gekrönten Initialen V E (Vittorio Emanuele). Kreuz und Krone der Militi war aus Silber.
Großkreuzritter trugen das Kreuz am Schulterband von der rechten Schulter zur linken Hüfte, dazu auf der linken Brust einen gestickten silbernen Bruststern mit acht Strahlenbündeln, dessen Form an den des Annunziaten-Ordens angelehnt war. Das mittlere, blaue Feld zeigte die goldenen, gekrönten Initialen V E und war von der Ordensdevise AL MERITO ED AL VALORE (Dem Verdienst und der Tapferkeit) umgeben.
Komture trugen das Ordenszeichen am Hals, die beiden niedrigeren Klassen im Knopfloch am Band, das für die Ritter mit einer Rosette versehen war.
Das seidene Ordensband war blau, die Farbe des Hauses Savoyen. Bei der Erneuerung der Ordensstatuten 1855 wurde ein roter Mittelstreifen eingefügt.
Das Ordenszeichen ab 1855 war ein weißes geschweiftes Pfeilkreuz mit Lorbeer- und Eichenkranz zwischen den Kreuzarmen, in der Mitte befand sich ein rot emailliertes Medaillon, das im Avers die Jahreszahl 1855 über gekreuzten Schwertern und den Initialen V E zeigte, im Revers das weiße Kreuz des Hauses Savoyen und die Umschrift AL MERITO MILITARE (Für militärischen Verdienst).

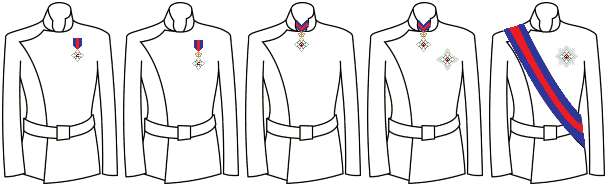
Trageweise des Ordens ab 1855 (v. l. n. r.: Ritter bis Großkreuz)

Das Ordenszeichen wurde von Großkreuzrittern wie zuvor am Schulterband, von Großoffizieren und Komturen am Hals getragen, jeweils an einer goldenen Königskrone hängend. Großkreuze und Großoffiziere trugen dazu einen Bruststern aus Silber mit dem Ordenszeichen. Offiziere trugen das Kreuz, befestigt mit einer Trophäe in der Form einer Ritterrüstung, an der linken Brust am Band mit Rosette, Ritter ohne Trophäe und ohne Rosette.